# Jakob Rudolf Dietschy

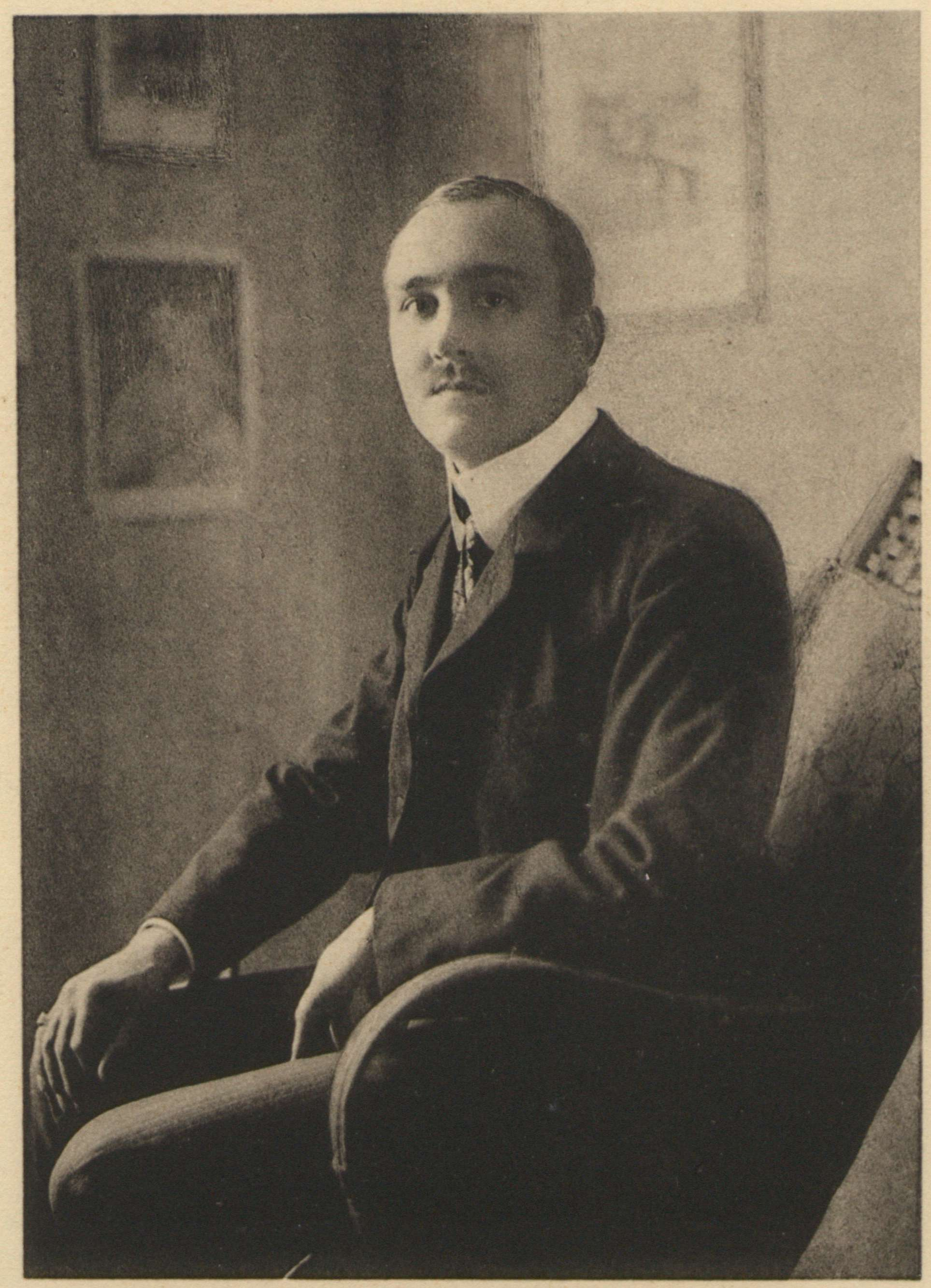
Rudolf Dietschy (zwischen 1894 und 1914)

Jakob Rudolf Dietschy (* 4. April 1881; † 20. Juni 1914) war ein Schweizer Mediziner.
Dietschy wurde 1906 an der Universität Basel mit einer Arbeit über die Albumosurie im Fieber promoviert. 1908 wurde er von der Basler Regierung „zum Stellvertreter des Direktors der Allgemeinen Poliklinik“ gewählt. Danach wurde er Direktor des Sanatoriums Allerheiligenberg. 1912 kam sein Sohn Hans Dietschy zur Welt. Als Arzt infizierte er sich mit Tuberkulose und starb daran.